# Microrégion de Seabra
 (février 2025).
Si vous disposez d'ouvrages ou d'articles de référence ou si vous connaissez des sites web de qualité traitant du thème abordé ici, merci de compléter l'article en donnant les références utiles à sa vérifiabilité et en les liant à la section « Notes et références ».
Pour les articles homonymes, voir Seabra.
La microrégion de Seabra est l'une des huit microrégions qui subdivisent le centre-sud de l'État de Bahia au Brésil.
Elle comporte 18 municipalités qui regroupaient 263 165 habitants en 2006 pour une superficie totale de 20 369 km2.

## Municipalités[1]
- Abaíra
- Andaraí
- Barra da Estiva
- Boninal
- Bonito
- Contendas do Sincorá
- Ibicoara
- Itaeté
- Jussiape
- Lençóis
- Mucugê
- Nova Redenção
- Palmeiras
- Piatã
- Rio de Contas
- Seabra
- Utinga
- Wagner